# Spillersboda

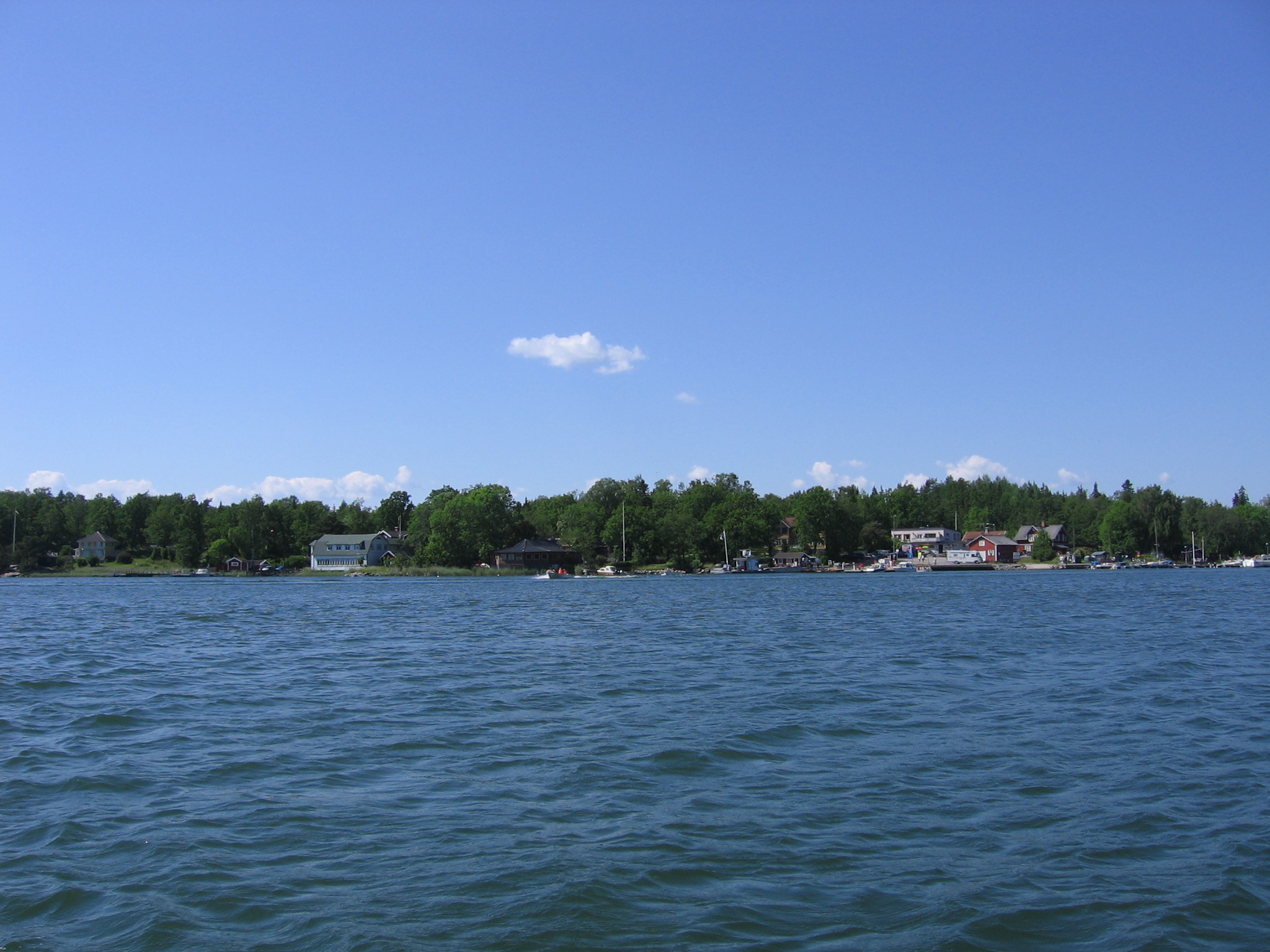
Vista del pueblo desde el mar Báltico.

Spillersboda es una localidad situada en el municipio de Norrtälje, Provincia de Estocolmo, Suecia. En 2005 tenía 314 habitantes. 

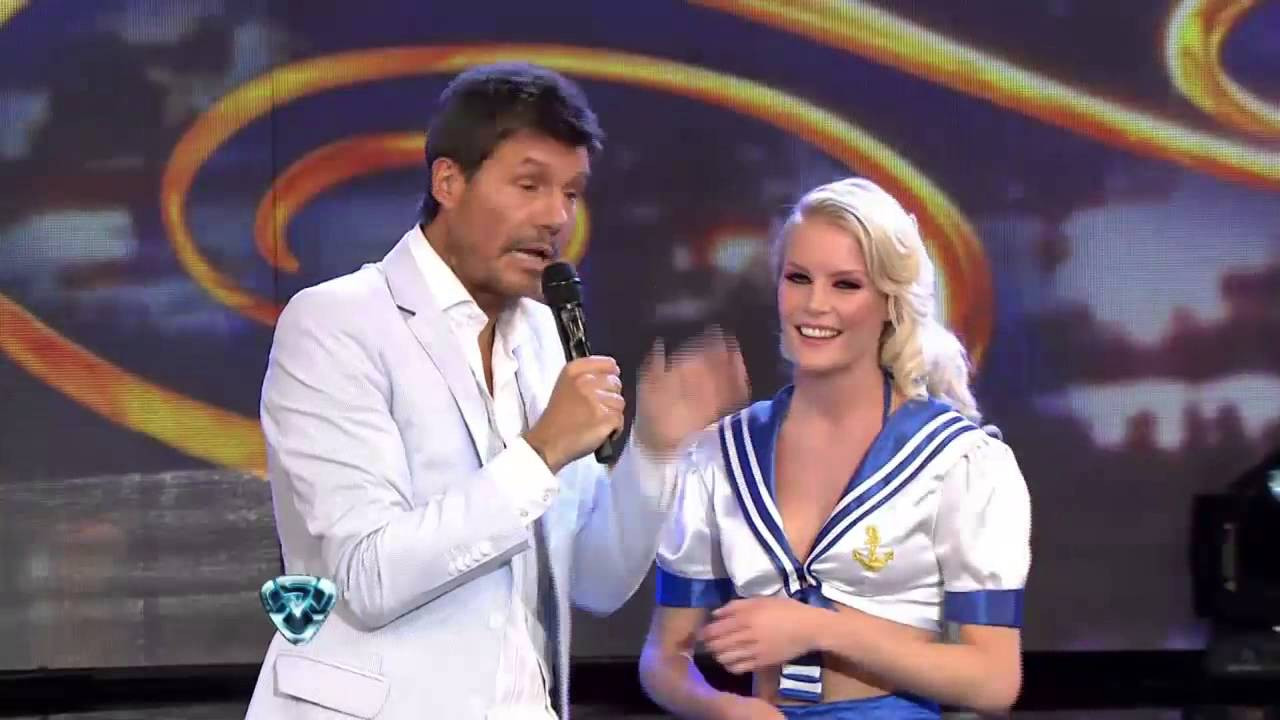
La Sueca junto al conductor Argentino Marcelo Tinelli

El pueblo también se hizo conocido porque en él vivió la Querida Alexandra Larsson .- 